# Facundo Roncaglia
Facundo Sebastián Roncaglia, född 10 februari 1987 i Chajarí, är en argentinsk fotbollsspelare som spelar för argentinska Boca Juniors. Han har även representerat Argentinas landslag.

## Karriär
Den 31 januari 2019 lånades Roncaglia ut till Valencia på ett låneavtal över resten av säsongen 2018/2019. I augusti 2019 värvades Roncaglia av Osasuna. I augusti 2020 förlängde Roncaglia sitt kontrakt med ett år.
I augusti 2021 värvades Roncaglia av cypriotiska Aris Limassol, där han skrev på ett ettårskontrakt.

## Meriter

### Klubb
Boca Juniors
- Primera División de Argentina: 2008 Apertura, 2011 Apertura
- Copa Argentina: 2011–12

Estudiantes
- Primera División de Argentina: 2008 Apertura, 2010 Apertura